# Way of the Warrior
Way of the Warrior (littéralement La voie du guerrier) est un jeu vidéo de combat sorti sur 3DO en 1994. Il fut développé par Naughty Dog (connu pour la série Crash Bandicoot) et édité par Universal Interactive Studios. Le jeu bénéficie de la puissance de la 3DO, montrant ainsi des personnages et des voix numérisés, une musique composée d'extraits de l'album La Sexorcisto : Devil Music Vol. 1 de White Zombie, ainsi qu'un côté gore très frappant.

## Synopsis
Le joueur doit lutter contre neuf guerriers de mondes différents, l'ombre de son personnage, vaincre un dragon (hight Abbott), puis un squelette géant (Kull) afin d'être scellé dans "The Book of Warriors". Chaque personnage dispose d'un coup standard, offensif et défensif, d'attaques combinées, et de mouvements spéciaux qui "finissent" l'adversaire vaincu de manière ultra-violente. Le jeu a également plusieurs personnages cachés qui peuvent être déverrouillés grâce à un code secret.

## Personnage
Les personnages sont dépeints par des amis et des proches des employés de Naughty Dog. Ils avaient chacun un nom de code distinctif et un profil.
- Major Gaines
- Shaky Jake
- Konotori
- le Ninja
- Dragon
- Nobunaga
- Fox
- Nikki Chan
- Crimson Glory
- Gullab Jamun

Personnages cachés:
- Major Trouble
- Black Dragon
- voodo
- Swami

Boss:
- High Abbott
- Kull "le Fléau"

## Développement
La production de Way of the Warrior a débuté en 1993. Durant cette période, Naughty Dog a peu de moyen et peine à trouver des moyens financiers afin de terminer le jeu. Des amis proches de la société ont été enrôlés pour incarner des personnages du jeu. Comme Naughty Dog ne pouvait pas s'offrir un écran bleu et autres appareils de capture de mouvement, un drap jaune a été fixé à un mur dans l'appartement des développeurs. Toutefois, l'appartement s'est révélé être trop petit. Pour filmer les mouvements dans le jeu, Jason Rubin devait ouvrir la porte d'entrée et filmer dans le couloir de l'appartement. Des taies d'oreiller et des draps, divers objets au sein de l'appartement, des boîtes McDonald's et des bibelots peu coûteux ont été utilisés pour créer les costumes des personnages. Pour compléter l'expérience, Jason Rubin a lui-même "incarné" deux des personnages du jeu (Konotori et The Ninja, deux personnages dont le visage est caché). Après que le jeu fut terminé, Naughty Dog a présenté Way of the Warrior à Mark Cerny d'Universal Interactive Studios (qui deviendra Vivendi Games). Cerny fut satisfait du produit et décida qu'Universal Interactive Studios éditerait le jeu ; il obtint la signature de Naughty Dog pour trois jeux supplémentaires (qui deviendront Crash Bandicoot, Crash Bandicoot 2: Cortex Strikes Back et Crash Bandicoot 3: Warped.)
Les publicités pour le jeu se moquaient du principal concurrent Mortal Kombat et vantaient le fait que les personnages auraient jusqu'à neuf façons de mourir chacun...

## Réception
Plusieurs démos ont été envoyées à divers magazines, plus une démo non jouable apparaissant sur des disques échantillons pour les consommateurs. Alors que la réponse initiale fut positive, le produit final a été mal reçu à la fois aux niveaux critique et commercial. Les critiques regrettant l'extrême difficulté et la qualité moyenne de l'animation abondaient. Way of the Warrior échoua finalement dans la concrétisation de ce qui avait été annoncé dans les publicités (comme le fait d'avoir neuf façons de mourir par personnages et d'être plus violent que Mortal Kombat...). Il a été largement considéré comme un clone de plus de Mortal Kombat, disposant cependant d'une qualité supérieure aux autres "copies".

## Autres
- Naughty Dog a ensuite travaillé avec American Laser Games pour développer une version arcade du jeu ; des prototypes ont été créés et testés, mais n'ont jamais été vendus.
- Dans l'écran de sélection des personnages, on peut débloquer, en utilisant deux manettes, un mini-jeu ou deux vaisseaux s'affrontent autour de la Terre.